# Philippa Kowarsky
Philippa Kowarsky ist eine Filmproduzentin, die bei der Oscarverleihung 2013 für ihre Produktion des Dokumentarfilms Töte zuerst zusammen mit dem Regisseur Dror Moreh und der Produzentin Estelle Fialon für den Oscar in der Kategorie Bester Dokumentarfilm nominiert war. Kowarsky studierte Kommunikationspolitik an der City University London und begann 1993 beim Film zu arbeiten. 1997 gründete sie die israelische Vertriebs- und Produktionsfirma Cinephil, die unter anderem die Dokumentarfilme von Amos Gitai vertreibt.
2018 wurde sie in die Academy of Motion Picture Arts and Sciences berufen, die jährlich die Oscars vergibt.

## Filmografie
- 1995–1997: Tmunot Yafo'iyot (Fernsehserie)
- 2001: Zittern im Angesicht des Herrn (Trembling Before G-d, Dokumentarfilm)
- 2004: Hakoah – Club der Sirenen (Watermarks, Dokumentarfilm)
- 2006: Sweet Mud – Im Himmel gefangen (Adama Meshuga'at)
- 2006: Mishehu Larutz Ito
- 2008: Flipping Out (Dokumentarfilm)
- 2008: P.O.V. (Dokumentar-Fernsehserie)
- 2009: Amos Oz – Die Natur der Träume (Amos Oz: The Nature of Dreams, Dokumentarfilm)
- 2009: Defamation (Hashmatsa, Dokumentarfilm)
- 2010: Nashot ha'chamas (Dokumentarfilm)
- 2011: Cinema Jenin: The Story of a Dream (Dokumentarfilm)
- 2012: Töte zuerst (The Gatekeepers, Dokumentarfilm)
- 2013: Night will fall – Hitchcocks Lehrfilm für die Deutschen (Night Will Fall, Dokumentarfilm)